# Васильевское (Кашинский район)
Васильевское — деревня в Кашинском городском округе Тверской области.

## География
Находится в юго-восточной части Тверской области на расстоянии приблизительно 22 км на юг-юго-запад по прямой от города Кашин на левом берегу реки Медведица.

## История
Деревня была показана ещё на карте 1825 года. В 1859 году здесь (деревня Кашинского уезда) было учтено 16 дворов, в 1978 — 14. До 2018 года входила в состав ныне упразднённого Барыковского сельского поселения.

## Население
Численность населения: 136 человек (1859 год), 0 как в 2002 году, так и в 2010.